# Gahania orientalis
Gahania orientalis é uma espécie de cerambicídeo, com distribuição na Etiópia, no Malauí e na Tanzânia.

## Etimologia
O epíteto específico - orientalis - é devido a localidade onde o holótipo foi encontrado na região oriental.

## Taxonomia
Em 1970, Quentin & Villiers descreveram a espécie com base em um holótipo macho encontrado em Bambuli (Tanzânia).